# Профессиональная футбольная лига (Казахстан)
Профессиона́льная футбо́льная ли́га (ПФЛ; каз. Кәсіпқой Футбол Лигасы; КФЛ) — организация, отвечающая за проведение Чемпионата, Первой Лиги, Второй Лиги, Суперкубка и Кубка Казахстана по футболу. Была создана в 2012 году.

## Структура ПФЛ
- Руководство
- Техническо-спортивный отдел
- Финансово-экономический отдел
- Отдел кадров и общий отдел
- Департамент прессы и связи с общественностью
- Группа маркетинга
- Административно-хозяйственная группа
- Отдел безопасности

## Соревнования
Под эгидой ПФЛ проводятся следующие соревнования:
- Казахстанская Футбольная Премьер-Лига;
- Казахстанская Футбольная Первая Лига;
- Розыгрыш Кубка Казахстана среди профессиональных клубов;
- Розыгрыш Суперкубка Казахстана;
- Чемпионат Казахстана среди дублирующих составов команд Премьер-лиги;

## Руководство
Органом управления ПФЛ является Совет ПФЛ, в состав которого входят действующие первые руководители профессиональных футбольных клубов, участников Чемпионата и Первенства среди клубов 1-й лиги. Главой ПФЛ является Председатель, который назначается Исполкомом по предложению Совета ПФЛ сроком полномочий на два года. Председатель избирается простым большинством от общего числа присутствующих членов Совета ПФЛ. Председатель ПФЛ подотчётен только Исполкому. ПФЛ имеет свой штатный персонал (Отдел ПФЛ), который будет напрямую подчиняться Председателю ПФЛ.